# Fairey Seafox
Fairey Seafox là một loại thủy phi cơ trinh sát của Anh, do hãng Fairey thiết kế chế tạo cho Không quân Hải quân Hoàng gia. Nó được trang bị cho các tàu tuần dương hạng nhẹ trong Chiến tranh thế giới II.

## Quốc gia sử dụng
Anh Quốc
- Không quân Hải quân Hoàng gia

## Tính năng kỹ chiến thuật (Seafox)

### Đặc điểm riêng
- Tổ lái: 2
- Chiều dài: 33 ft 5 in (10,19 m)
- Sải cánh: 40 ft 0 in (12,20 m)
- Chiều cao: 12 ft 2 in (3,71 m)
- Diện tích cánh: 434 ft² (40,3 m²)
- Trọng lượng rỗng: 3.805 lb (1.730 kg)
- Trọng lượng có tải: 5.420 lb (2.464 kg)
- Động cơ: 1 × Napier Rapier VI, 395 hp (295 kW)

### Hiệu suất bay
- Vận tốc cực đại: 124 mph (108 knot, 200 km/h) trên độ cao 5.860 ft (1.787 m)
- Vận tốc hành trình: 106 mph (92 knots, 171 km/h)
- Tầm bay: 440 mi (383 nmi, 710 km)
- Trần bay: 9.700 ft (2.960 m)

### Vũ khí
- Súng: 1 khẩu 7,7 mm